# Голубой экспресс (фильм)
«Голубо́й экспре́сс» — советский немой художественный  фильм 1929 года. В 1931 году был озвучен в Париже.

## Сюжет
События в фильме происходят в Китае конца 1920-х годов. На вокзале Нанкина готов к отправлению поезд в Сучжоу под названием «Голубой экспресс», пассажиры которого являются представителями разных социальных слоёв. Отправление поезда задерживается из-за опоздания английского дипломата, которого ждёт китайский генерал. Поезд отходит с опозданием, и в пути солдаты начинают нападать на других пассажиров, что одобряет англичанин. Пассажиры третьего класса, рабочие и крестьяне, восстают и захватывают поезд. Экспресс несётся по рельсам, олицетворяя китайскую революцию.

## Съёмочная группа
Над фильмом работали:
- Авторы сценария: Леонид Иерихонов, Илья Трауберг
- Режиссёр: Илья Трауберг
- Операторы: Б. Хренников, Ю. Стилианудис
- Художники: В. Дубровский-Эшке, М. Левин
- Ассистент режиссёра: Е. Рубенштейн
- Помощники режиссёра: М. Егоров, В. Пирожинский

## В ролях
В фильме снимались:
- С. Минин — англичанин
- И. Черняк — секретарь
- И. Арбенин — миссионер
- Я. Гудкин — надсмотрщик
- И. Савельев — надсмотрщик
- Сан Бо-ян — девочка
- Лян Ди-до — купец
- Чу Ше-ван — крестьянин
- Чжан Кай — кочегар
- А. Вардуль — кули
- Жей Ван-сян — генерал
- Спасаевский — китайский офицер
- Я. Жеймо
- З. Занони
- Б. Бродянский

## Производство
Фильм был снят в 1929 году на ленинградской кинофабрике «Совкино». Премьера состоялась 20 декабря того же года. Первоначально фильм вышел как немой, в 1931 году был озвучен в Париже, после чего вторично вышел в прокат.

## Восприятие
В своём обзоре советского ориенталистскогого кино киновед Михаил Сулькин высоко оценивал в 1992 году фильм «Голубой экспресс». Он отмечал, что несмотря на примитивный показ расстановки классовых сил в Китае 1920-х годов, фильм очень насыщен метафорами и монтажными сопоставлениями. Также автор обращал внимание на то, что фильм Трауберга, по всей видимости, повлиял на вышедший в 1932 году американский фильм «Шанхайский экспресс» с Марлен Дитрих в главной роли, поскольку в нём обнаруживаются не только сюжетные, но и композиционные повторы «Голубого экспресса».